# Gaya Airport
Gaya Airport är en flygplats i Indien.   Den ligger i distriktet Gayā och delstaten Bihar, i den nordöstra delen av landet, 900 km sydost om huvudstaden New Delhi. Gaya Airport ligger 115 meter över havet.
Terrängen runt Gaya Airport är platt. Runt Gaya Airport är det tätbefolkat, med 683 invånare per kvadratkilometer. Närmaste större samhälle är Gaya, 7,9 km nordost om Gaya Airport. Trakten runt Gaya Airport består till största delen av jordbruksmark.